# FQ Большого Пса
FQ Большого Пса (лат. FQ Canis Majoris) — двойная затменная переменная звезда типа Алголя (EA) в созвездии Большого Пса на расстоянии приблизительно 1902 световых лет (около 583 парсеков) от Солнца. Видимая звёздная величина звезды — от +12,39m до +10,98m. Орбитальный период — около 0,7247 суток (17,394 часов).